# Archaraeoncus
Archaraeoncus là một chi nhện trong họ Linyphiidae.